# Metoděj z Olympu
Svatý Metoděj z Olympu (? – asi 311?) byl jedním z řecky píšících církevních Otců na přelomu 3. a 4. století. Byl biskupem v lýkijském Olympu, později – podle sv. Jeronýma – v Týru, ale tato informace je nepravděpodobná. Zemřel pravděpodobně jako mučedník v roce 311.
První zprávy o něm nám podává až Jeroným (De viris illustribus, 83). Sv. Eusebios se o něm nezmiňuje, pravděpodobně proto, že Metoděj velmi silně bojoval proti některým Órigenovým naukám. Metoděj se mohl pyšnit značným vzděláním a proti Órigenovi zastával především totožnost vzkříšeného těla s tělem nynějším. Na druhé straně byl podobně jako Órigenés silně ovlivněn platónismem a používal silně alegorickou exegezi.

## Dílo
Z jeho děl se dochovala v úplném znění Hostina deseti panen (Convivium decem virginum, řecky Symposion he peri hagneias – „Symposion o panenství“; Migne, PG, XVIII, 27-220), rozhovor deseti panen, kde se Metoděj dotýká hlavních témat křesťanské víry. Celý text je situován do zahrady Ctnosti, dcery Filosofie, kde deset panen během hostiny hovoří o ideálním způsobu života, který si zvolily. Počtu deseti panen odpovídá deset úvah. Celá práce má hluboké biblické kořeny. V devátém rozhovoru se Metoděj projevuje – právě při hájení víry ve vzkříšení těla – jako zastánce milenarismu.
Ve spise O svobodné vůli (peri tou autexousiou) napadá gnostické učení o původu zla a svobodné vůli. Z větší části dochováno, psáno formou dialogu.
V traktátu O vzkříšení (Aglaophon he peri tes anastaseos) zastává proti Órigenovi nauku o vzkříšení těla a jeho identitě s tělem stávajícím. Z větší části dochováno, psáno formou dialogu.
Z dalších traktátů, psaných formou dialogu, máme jen staroslověnské zlomky. jsou to spisy O životě (lat. De vita), kde Metoděj probírá otázku života a rozumného jednání; O jídlech (lat. De cibis) popisuje rozlišování jídel u Židů a o jalovici zmíněné v Levitiku. Poskytuje alegorický výklad starozákonních ustanovení o jídle (Num 19); O malomocenství (lat. De lepra) pojednává o malomocenství a poskytuje alegorický výklad starozákonních pasáží hovořících o této nemoci (Lv 13); O pijavici (lat. De sanguisuga), o pijavici z knihy Přísloví (Pří 30,15n.) a o verši Žalmu 18,2.
Z nedochovaných děl víme o existenci traktátu proti novoplatónikovi Porfyriovi, o traktátu Pythonissa proti Órigenovi, o komentářích na Genesis a na Píseň písní, o traktátu O mučednících a o dialogu Xenon

### Kritická vydání
- Symposion: Méthode d'Olympe. Le banquet. Sources chrétiennes 95. Paris : Cerf, 1963.